# Margrit Spielmann
Margrit Spielmann geb. Neinert (* 29. April 1943 in Brandenburg an der Havel) ist eine deutsche Politikerin (SPD). Sie war bis 1998 Bürgermeisterin und von 1998 bis 2009 Mitglied des Deutschen Bundestages.

## Leben und Beruf
Nach dem Besuch der Polytechnischen Oberschule machte Margrit Spielmann zunächst eine Ausbildung zur Erzieherin. Anschließend absolvierte sie ein Studium der Rehabilitationspädagogik und der Kommunikationswissenschaften an der Humboldt-Universität zu Berlin. Danach war sie als Heilpädagogin an der Bezirksnervenklinik in Brandenburg an der Havel tätig. 1980 erfolgte ihre Promotion am Fachbereich Gesellschaftswissenschaften der Humboldt-Universität Berlin mit der Arbeit „Untersuchungen zu Zielen, Inhalten und Methoden der Förderungsdisziplin, Bekanntmachen mit Dingen und Erscheinungen der gesellschaftlichen Umwelt‘ bei schulbildungsunfähigen, aber förderungsfähigen Kindern in rehabilitationspädagogischen Tagesstätten - Beitrag zur rehabilitativen Denkerziehung durch die inhaltliche und didaktisch-methodische Aufbereitung der Beziehungserfassung von Teil und Ganzem“.
Margrit Spielmann ist verheiratet und hat eine Tochter.

## Politik
Sie trat 1990 in die SPD ein und gehörte von 1994 bis 2000 dem Landesvorstand der SPD Brandenburg an. In ihrer Heimatstadt Brandenburg an der Havel war sie zwischen 1990 und 1998 Sozialamtsleiterin, Beigeordnete für Gesundheit, Soziales, Jugend und Sport und Bürgermeisterin. Als Bürgermeisterin war sie Nachfolgerin des 1994 zurückgetretenen Bertram Schönwälder.
Von 1998 bis 2009 war sie Mitglied des Deutschen Bundestages. Hier war sie von 2004 bis 2005 stellvertretende Sprecherin der Arbeitsgruppe Gesundheit und Soziale Sicherung der SPD-Bundestagsfraktion.
Margrit Spielmann ist stets als direkt gewählte Abgeordnete des Wahlkreises Brandenburg – Rathenow – Belzig bzw. seit 2002 des Wahlkreises Brandenburg an der Havel – Potsdam-Mittelmark I – Havelland III – Teltow-Fläming I in den Bundestag eingezogen. Bei der Bundestagswahl 2005 erreichte sie hier 41,2 % der Erststimmen.
Bis 2014 war Spielmann Mitglied der Stadtverordnetenversammlung Brandenburgs.